# 高橋克
高橋 克（たかはし かつ、1963年8月17日 - ）は、京都府福知山市出身のスタジオ・ミュージシャン、ギタリスト、音楽プロデューサー。血液型O型。

## 略歴
19歳で京都府福知山市より上京しギタリスト・鳥山雄司のアシスタントを始める。その後、1985年に榊原郁恵のバックバンドを務めたのをきっかけにプロのスタジオ・ミュージシャンとして活動を始め、演奏・作曲・編曲などを行う。
| スタブアイコン | サブスタブ | この項目は、まだ閲覧者の調べものの参照としては役立たない、音楽関係者（バンド等）に関連した書きかけの項目です。この項目を加筆・訂正などしてくださる協力者を求めています（P:音楽/PJ:芸能人）。 |